# Руа-Сан-Бенту
Руа-Сан-Бенту (порт. Rua São Bento — «улица Святого Бенедикта») — улица в районе Се в историческом центре Сан-Паулу, столице штата Сан-Паулу в Бразилии. Название происходит от монастыря Святого Бенедикта, который находится в конце улицы на Ларго-ди-Сан-Бенту — «площади Святого Бенедикта».
Улица начинается от Ларго-Сан-Франсишку, рядом с Руа-Жозе-Бонефасиу, пересекает Праса-ду-Патриарка, Руа-Дирейта, Руа-да-Китанда, Ларго-ду-Кафе, Руа-Дотор-Мигель-Коуту, Праса-Антониу-Праду и заканчивается рядом с Руа-Боа-Виста уже на Ларго-Сан-Бенту.
В настоящее время Руа-Сан-Бенту является торговой улицей с торговыми центрами и небольшими парфюмерными и книжными магазинами. На улице расположены заведения быстрого питания, кафе и рестораны, банки. Здесь же находится одна из достопримечательностей города Сан-Паулу — здание Мартинелли.
Ранее улица была известна под названиями Руа-де-Мартим-Афонсу-Тибирика и Руа-ди-Сан-Бенту-пара-Сан-Франсишку. Вместе с Руа-Дирейта и Руа-Кинзи-ди-Новембру улица Риу-Сан-Бенту формировала знаменитый «Триангуло» — треугольник, центр коммерческой, интеллектуальной и модной жизни Сан-Паулу конца XIX-го и начала XX-го века.
Гранд-Отель на углу Руа-Сан-Бенту и Руа-Беку-да-Лапа (ныне Руа-Дотор-Мигель-Коуту), открытый в 1878 году, считался лучшим отелем в Бразилии и занимал целый квартал: от Руа-Беку-да-Лапа и Руа-Сан-Бенту до Руа-Сан-Жозе (ныне Руа-Либеру-Бадаро). В гостинице в разное время останавливались принц Генрих Прусский, актриса Сара Бернар. Здание снесли в 1964 году.